# Gräsgårds socken
Gräsgårds socken på Öland ingick i Gräsgårds härad, ingår sedan 1971 i Mörbylånga kommun och motsvarar från 2016 Gräsgårds distrikt i Kalmar län.
Socknens areal är 34,73 kvadratkilometer allt land. År 2000 fanns här 169 invånare. Kyrkbyn Gräsgård med sockenkyrkan Gräsgårds kyrka ligger i socknen. 

## Administrativ historik
Gräsgårds sockenkyrka uppfördes i sina äldsta bevarade delar under 1100-talet. I skriftliga källor omtalas socknen första gången 1279.
Vid kommunreformen 1862 övergick socknens ansvar för de kyrkliga frågorna till Gräsgårds församling och för de borgerliga frågorna till Gräsgårds landskommun. Denna senare uppgick 1952 i Ottenby landskommun som 1967 uppgick i Mörbylånga landskommun som sedan 1971 ombildades till Mörbylånga kommun. Församlingen uppgick 2002 i Sydölands församling.
1 januari 2016 inrättades distriktet Gräsgård, med samma omfattning som församlingen hade 1999/2000.  
Socknen har tillhört samma fögderier och domsagor som Gräsgårds härad. De indelta båtsmännen tillhörde 2:a Ölands båtsmankompani.

## Geografi
Gräsgårds socken ligger på ostkusten på sydligaste Öland. Socknen är skoglös och består huvudsakligen av alvarmark.

## Fornminnen

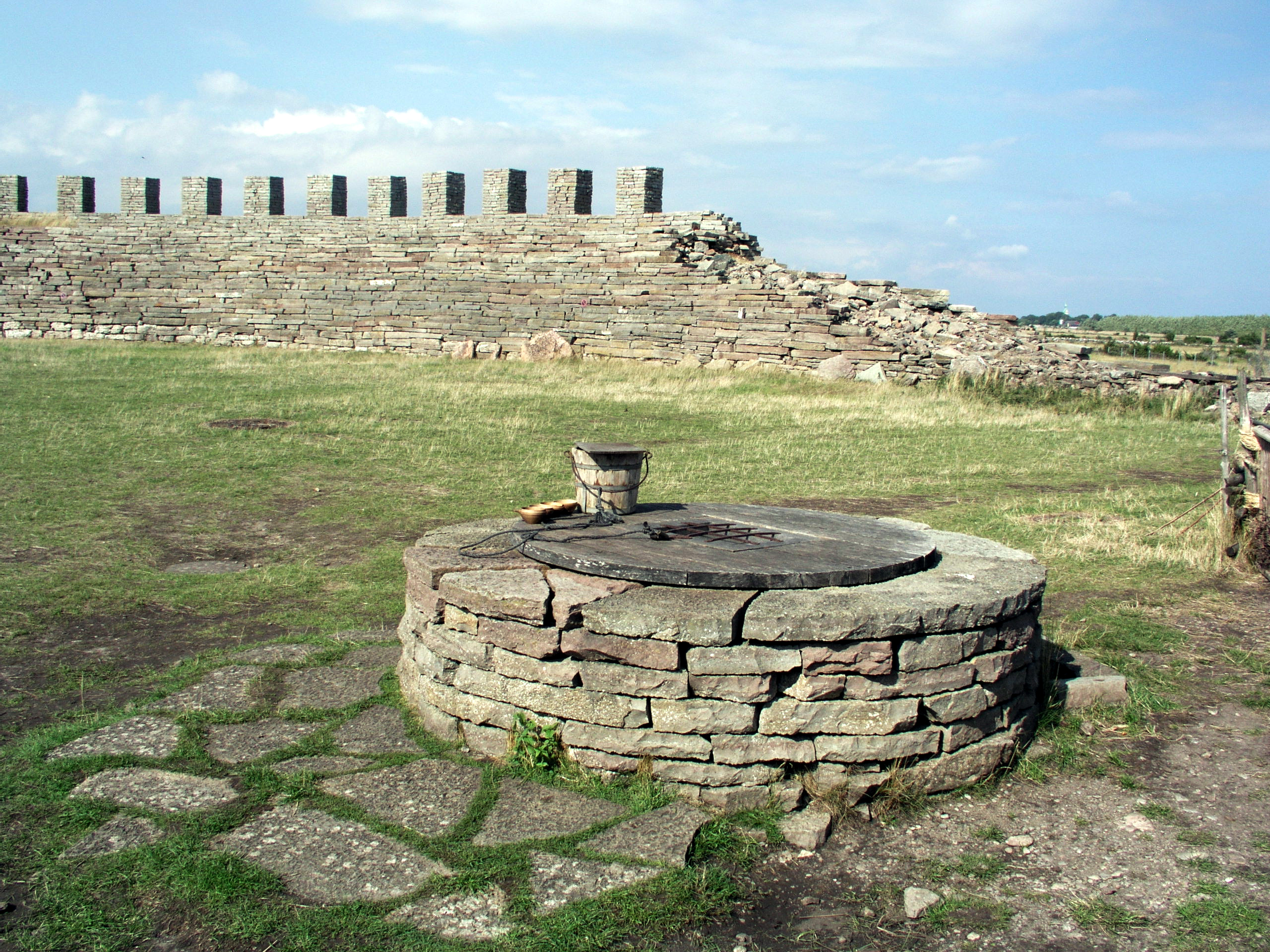
Brunnen i Eketorps borg

Några gravrösen från bronsåldern och flera järnåldersgravar finns här liksom fornborgen Eketorps borg. I Gräsgårds kyrka fanns den nu försvunna Ölands runinskrifter 16.

## Namnet
Namnet (1279 Gresgard), taget från kyrkbyn, består av ett förledet gräs och efterledet gård, inhägnad.

## Befolkningsutveckling
| Befolkningsutvecklingen i Gräsgårds socken 1750–1990                                                     | Befolkningsutvecklingen i Gräsgårds socken 1750–1990 | Befolkningsutvecklingen i Gräsgårds socken 1750–1990 | Befolkningsutvecklingen i Gräsgårds socken 1750–1990 | Befolkningsutvecklingen i Gräsgårds socken 1750–1990 |
| --- | ---------------------------------------------------- | ---------------------------------------------------- | ---------------------------------------------------- | ---------------------------------------------------- |
| |                                                      |                                                      |                                                      |                                                      |
| År |                                                      |                                                      | Folkmängd                                            |                                                      |
| 1750 | 1750                                                 |                                                      | 493                                                  |                                                      |
| 1760 | 1760                                                 |                                                      | 531                                                  |                                                      |
| 1769 | 1769                                                 |                                                      | 604                                                  |                                                      |
| 1810 | 1810                                                 |                                                      | 655                                                  |                                                      |
| 1820 | 1820                                                 |                                                      | 692                                                  |                                                      |
| 1830 | 1830                                                 |                                                      | 821                                                  |                                                      |
| 1840 | 1840                                                 |                                                      | 888                                                  |                                                      |
| 1850 | 1850                                                 |                                                      | 904                                                  |                                                      |
| 1860 | 1860                                                 |                                                      | 913                                                  |                                                      |
| 1870 | 1870                                                 |                                                      | 956                                                  |                                                      |
| 1880 | 1880                                                 |                                                      | 981                                                  |                                                      |
| 1890 | 1890                                                 |                                                      | 880                                                  |                                                      |
| 1900 | 1900                                                 |                                                      | 681                                                  |                                                      |
| 1910 | 1910                                                 |                                                      | 650                                                  |                                                      |
| 1920 | 1920                                                 |                                                      | 637                                                  |                                                      |
| 1930 | 1930                                                 |                                                      | 665                                                  |                                                      |
| 1940 | 1940                                                 |                                                      | 605                                                  |                                                      |
| 1950 | 1950                                                 |                                                      | 575                                                  |                                                      |
| 1960 | 1960                                                 |                                                      | 492                                                  |                                                      |
| 1970 | 1970                                                 |                                                      | 375                                                  |                                                      |
| 1980 | 1980                                                 |                                                      | 253                                                  |                                                      |
| 1990 | 1990                                                 |                                                      | 185                                                  |                                                      |
| Anm: Källor: Umeå universitet - Tabellverket 1749-1859, Demografiska databasen, CEDAR, Umeå universitet. |                                                      |                                                      |                                                      |                                                      |

### Fotnoter
1. 1 2 3  Svensk Uppslagsbok andra upplagan 1947–1955: Gräsgård socken
2. 1 2  Harlén, Hans; Harlén Eivy (2003). Sverige från A till Ö: geografisk-historisk uppslagsbok. Stockholm: Kommentus. Libris 9337075. ISBN 91-7345-139-8
3. 1 2  Det medeltida Sverige 4:3 Öland
4. ↑  ”Församlingar”. Statistiska centralbyrån. https://www.scb.se/hitta-statistik/regional-statistik-och-kartor/regionala-indelningar/forsamlingar/. Läst 30 december 2022.
5. ↑  Administrativ historik för Gräsgård socken (Klicka på församlingsposten). Källa: Nationella arkivdatabasen, Riksarkivet.
6. 1 2  Sjögren, Otto (1931). Sverige geografisk beskrivning del 2 Östergötlands, Jönköpings, Kronobergs, Kalmar och Gotlands län. Stockholm: Wahlström & Widstrand. Libris 9939
7. 1 2 3  Nationalencyklopedin
8. ↑  Fornlämningar, Statens historiska museum: Gräsgårds socken
9. ↑  Fornminnesregistret, Riksantikvarieämbetet: Gräsgårds socken Fornminnen i socknen erhålls på kartan genom att skriva in sockennamn (utan "socken") i "Ange geografiskt område"